# Брезувки
Брезувки (чеш. Březůvky) насељено је мјесто са административним статусом сеоске општине (чеш. obec) у округу Злин, у Злинском крају, Чешка Република.

## Становништво
Према подацима о броју становника из 2014. године насеље је имало 683 становника.